# Fuente Álamo de Murcia
Fuente Álamo de Murcia ist ein Ort und eine Gemeinde mit 18.719 Einwohnern (Stand: 2024) in Spanien. Er befindet sich nahe der Mittelmeerküste im Südosten des Landes in der Region Murcia zwischen der autonomen Region Valencia und Andalusien.

## Lage
Fuente Álamo de Murcia liegt etwa 25 Kilometer südlich von Murcia und etwa 18 Kilometer nordwestlich von Cartagena in einer bergigen Gegend. Die höchste Erhebung der Gemeinde – der Pico de los Filos – ragt 1.062 m hinauf. Nordöstlich der Gemeinde liegt der internationale Flughafen von Murcia.

## Geschichte
Im Gemeindegebiet sind römische Siedlungsreste vorhanden. Die heutige Siedlung soll aber erst zu Beginn des 16. Jahrhunderts entstanden sein. Die Gegend florierte zunächst, wurde dann aber Anfang des 19. Jahrhunderts durch Überschwemmungen weitgehend zerstört. Sowohl das Kloster San Bernardino als auch die Kirche wurden verlassen.
Nachdem sich die Einwohnerzahlen wieder erholt hatten, war infolge der industriellen Entwicklung Anfang des 20. Jahrhunderts eine neue Abwanderung festzustellen.
Allerdings konnte die Gemeinde selbst Bevölkerungszuwächse wegen der Ansiedlung von Industriebetrieben ab den 1970er Jahren verzeichnen. Der Schwerpunkt liegt dabei in der Land- und Viehwirtschaft mit großen fleisch- und gemüseerzeugenden Betrieben.
| 1900  | 1910   | 1920   | 1930  | 1940  | 1950  | 1960  | 1970  | 1981  | 1991  | 2001   | 2005   | 2008   | 2010   | 2015   | 2016   | 2017   |
| ----- | ------ | ------ | ----- | ----- | ----- | ----- | ----- | ----- | ----- | ------ | ------ | ------ | ------ | ------ | ------ | ------ |
| 9.969 | 10.879 | 11.303 | 8.772 | 9.270 | 9.769 | 9.506 | 8.914 | 8.464 | 8.298 | 11.371 | 13.942 | 14.925 | 15.193 | 16.284 | 16.205 | 16.180 |

## Sehenswürdigkeiten
- Augustinuskirche, 1545 erbaut
- Einsiedelei von San Roque
- Zisterne von Corverica, 1883 erbaut
- Museum von Fuente Álamo, ethnographische Sammlung, Gemäldesammlung (zeitgenössische regionale Kunst) und Restaurierungswerkstatt

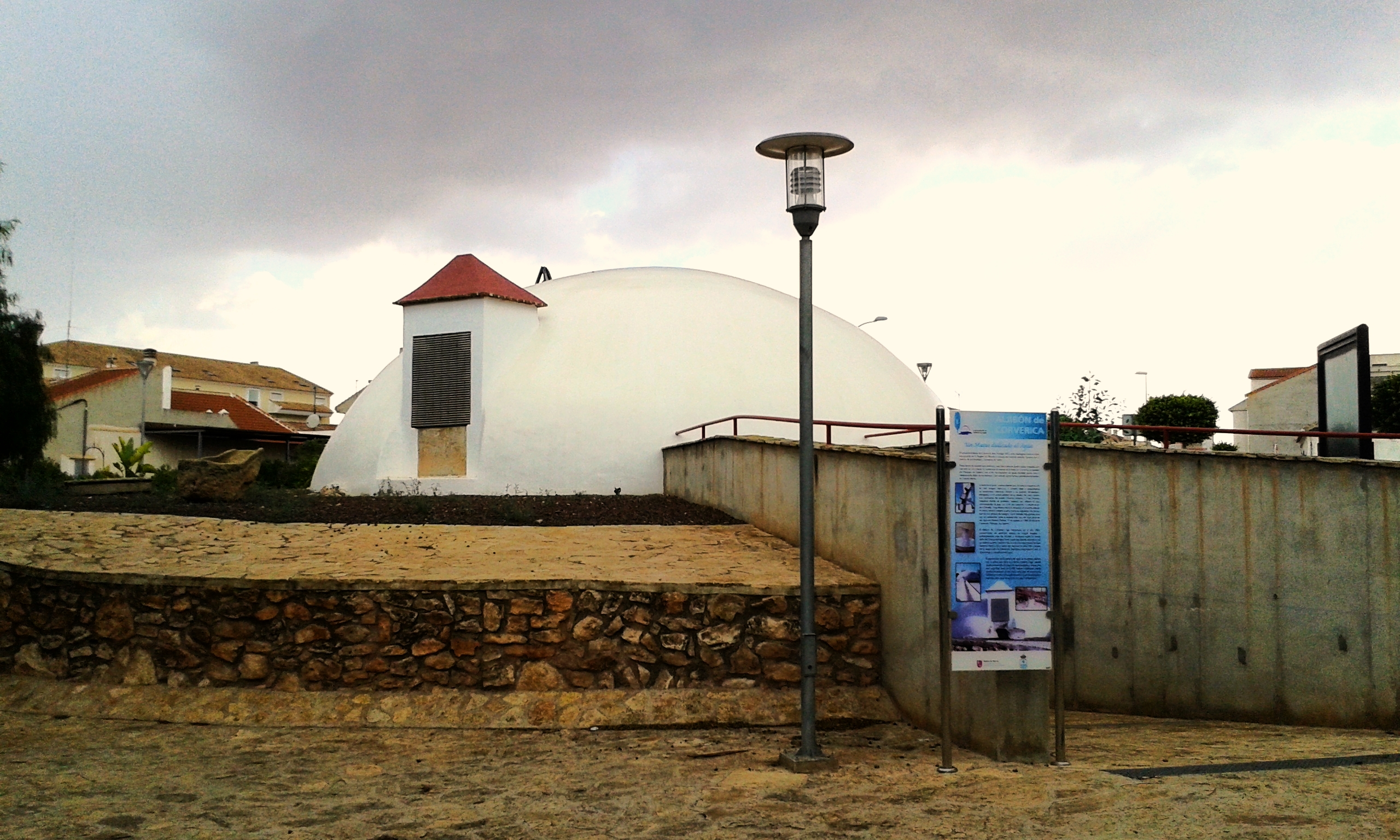
Zisterne von Corverica
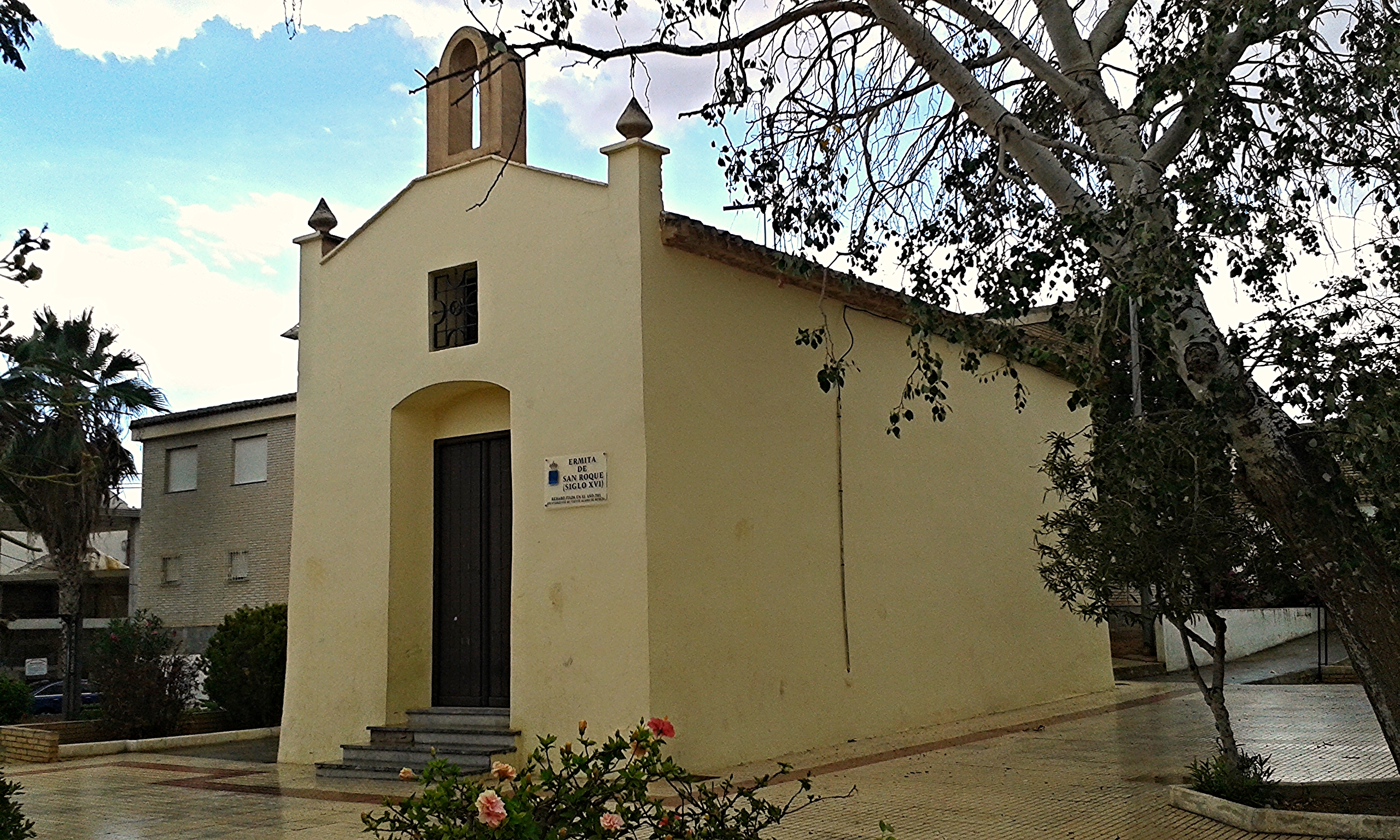
Einsiedelei von San Roque
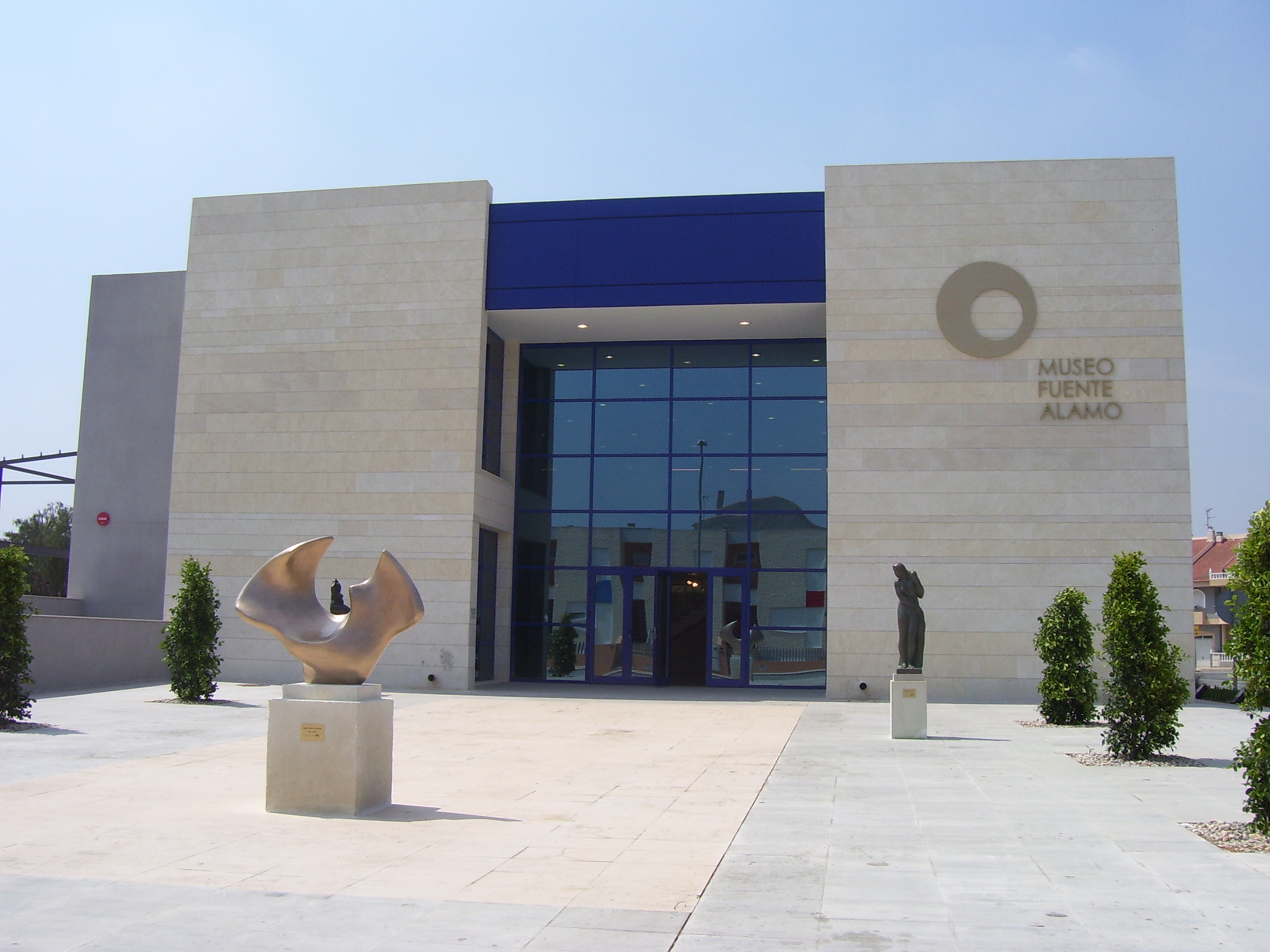
Museum von Fuente Álamo

## Wirtschaft
Neben der Landwirtschaft liegt im Gemeindegebiet eine 62 Hektar große Photovoltaikanlage (66 Gigawattstunden jährlich).

## Persönlichkeiten
- Mariano García (* 1997), Leichtathlet